# Élections législatives de 2025 aux îles Turques-et-Caïques
Les élections législatives de 2025 aux îles Turques-et-Caïques ont lieu le 7 février 2025 afin d'élire 19 des 21 députés du Parlement des îles Turques-et-Caïques, un territoire britannique d'outre-mer.
Le scrutin est une victoire pour le Parti national progressiste, qui conserve sa large majorité absolue des sièges au Parlement. Le Premier ministre sortant Washington Misick est reconduit dès le 8 février.

## Contexte
Les élections législatives de décembre 2021 donnent lieu à une alternance, le Parti national progressiste (PNP) obtient une victoire sans appel, qualifiée de raz-de-marée électoral, qui voit le parti remporter la quasi-totalité des sièges. Le PDM n'en obtient ainsi qu'un seul, avec la victoire du ministre de la santé Edwin Astwood  dans la circonscription de Grand Turk Sud. La Première ministre sortante Sharlene Cartwright-Robinson échoue elle-même à garder son siège dans la circonscription unique. Washington Misick (PNP) lui succède le 20 février 2022,.
Le 10 décembre 2024, l'Assemblée (House of Assembly) est rebaptisée Parlement des îles Turques-et-Caïques (Parliament of Turks and Caicos Islands), et son mandat est prolongé jusqu'à un maximum de cinq ans. Le système électoral est également modifié de sorte que 19 membres sont élus au lieu de 15, les quatre sièges auparavant nommés devenant des sièges pourvus dans la circonscription couvrant l'ensemble du territoire. Les amendements constitutionnels sont adoptés à l'unanimité par l'Assemblée, puis autorisés par le gouvernement du Royaume-Uni fin 2024. Le 17 décembre 2024, le Premier ministre Washington Misick fixe les élections au 7 février 2025.

## Système électoral
Le Parlement des îles Turques-et-Caïques est un parlement monocaméral composé d'un maximum de vingt-et-un membres renouvelés tous les cinq ans, dont dix-neuf élus au suffrage universel direct et jusqu'à deux membres dits ex officio. Dix des membres élus le sont au scrutin uninominal majoritaire à un tour dans autant de circonscriptions électorales tandis que les neuf membres restants sont élus au scrutin majoritaire plurinominal dans une circonscription couvrant l'ensemble du territoire. Chaque électeur est doté d'une voix pour un candidat de sa circonscription ainsi que de neuf autres à répartir à des candidats de la circonscription territoriale unique, à raison d'une voix par candidat. Dans les deux cas, le ou les candidats ayant reçu le plus de voix sont élus à hauteur du nombre de sièges à pourvoir.
À ces membres directement élus s'ajoutent deux membres de droit avec le procureur général, mais qui ne dispose pas du droit de vote, auquel s'ajoute le président du Parlement s'il est choisi en dehors de ses membres, ce qui porte le plus souvent leur total à vingt et un.

## Campagne
Les îles Turques-et-Caïques possèdent de de facto un système bipartite entre le Mouvement démocratique populaire (PDM) de centre droit et le Parti national progressiste (PNP) de centre gauche. Le PNP gouverne le territoire avec Washington Misick comme Premier ministre depuis les élections législatives de 2021, qui ont vu le PDM s'effondrer de 10 à 1 seul siège en raison d'une gestion impopulaire de l'économie jugée mauvaise et en réaction à la gestion de la pandémie de COVID-19, sur laquelle le PNP fait toujours campagne.
Le manifeste du PNP qualifie le gouvernement du PDM de 2016 à 2021 de « dénué de fondement et incompétent » et vante plus de 4 milliards de dollars d'investissements étrangers sous sa gouvernance, ainsi qu'une augmentation de 20 % du salaire minimum et la toute première révision des salaires des fonctionnaires, parallèlement à un programme de remise de dette mis en œuvre par le gouvernement.
Le manifeste du PDM se concentre sur la demande du PNP de faire preuve de laxisme en matière de criminalité et de renforcer le cadre de sécurité de l'île tout en appelant à « sécuriser nos frontières ». Le manifeste appelle également à la construction massive de nouveaux logements, à la réduction du coût de la vie et à l'augmentation des opportunités d'éducation et d'emploi dans le territoire. Le PDM appelle également à une augmentation de l'allocation aux personnes âgées de 1 000 dollars et à l'expansion des établissements de santé mentale.

## Résultats
Chaque électeur étant doté d'une voix dans sa circonscription ainsi que de neuf autres à répartir sur les candidats de la circonscription territoriale unique, le total des voix dans cette dernière est largement supérieur au nombre de votants.
|                          |                                          |                    |                    |                    |                    |                    |                    |       |               |  |  |  |  |  |
| Partis                   | Partis                                   | Districts          | Districts          | Districts          | Territoire         | Territoire         | Territoire         | Total | +/-           |  |  |  |  |  |
| Partis                   | Partis                                   | Voix               | %                  | Sièges             | Voix               | %                  | Sièges             | Total | +/-           |  |  |  |  |  |
|                          | Parti national progressiste (PNP)        | 3 958              | 58,76              | 7                  | 35 560             | 60,17              | 9                  | 16    | 2             |  |  |  |  |  |
|                          | Mouvement démocratique populaire (PDM)   | 2 578              | 38,05              | 2                  | 22 794             | 38,57              | 0                  | 2     | 1             |  |  |  |  |  |
|                          | Alliance progressiste démocratique (PDA) |                    |                    |                    | 183                | 0,31               | 0                  | 0     | en stagnation |  |  |  |  |  |
|                          | Indépendants                             | 223                | 3,19               | 1                  | 558                | 0,94               | 0                  | 1     | 1             |  |  |  |  |  |
|                          | Membres ex officio                       | Membres ex officio | Membres ex officio | Membres ex officio | Membres ex officio | Membres ex officio | Membres ex officio | 2     | en stagnation |  |  |  |  |  |
|                          |                                          |                    |                    |                    |                    |                    |                    |       |               |  |  |  |  |  |
| Total                    | Total                                    | 6 759              | 100                | 10                 | 59 095             | 100                | 9                  | 21    | en stagnation |  |  |  |  |  |
| Abstentions              | Abstentions                              | 2 636              | 28,06              |                    |                    |                    |                    |       |               |  |  |  |  |  |
| Inscrits / participation | Inscrits / participation                 | 9 395              | 71,94              |                    |                    |                    |                    |       |               |  |  |  |  |  |

## Analyse et conséquences
Comme lors des élections législatives de 2021, le scrutin est une très large victoire pour le PNP du Premier ministre sortant Washington Misick qui remporte 16 des 19 sièges à pourvoir. Le PDM n'en remporte que deux, dont son chef Edwin Astwood. Enfin, le dernier siège est remporté par Tamell Seymour, un candidat indépendant à South Caicos. Le 8 février, Washington Misick est reconduit dans ses fonctions par la gouverneure Dileeni Daniel-Selvaratnam pour un troisième mandat, le deuxième consécutif depuis 2021.